# Nomoneura caffra
Nomoneura caffra är en tvåvingeart som beskrevs av Hesse 1969. Nomoneura caffra ingår i släktet Nomoneura och familjen Mydidae. Inga underarter finns listade i Catalogue of Life.